# Mission Vieille-catholique en France
Die Mission Vieille-catholique en France (Altkatholische Mission in Frankreich) hat Gemeinden in Paris, im Elsass und an einigen wenigen weiteren Orten in Frankreich. Die Gemeinde Dionysius von Paris zu St. Denis unterstellte sich 1893 der Jurisdiktion des Erzbischofs von Utrecht. Sie hatte zum damaligen Zeitpunkt rund 300 Mitglieder. Nach schweren Rückschlägen während der 1940er Jahre erfolgte der Wiederaufbau der Gemeinde ab 1950.
Seit 1909 existierte eine kleine altkatholische Gemeinde in Straßburg, die von Offenburg aus betreut wurde, sich aber nach dem Ersten Weltkrieg auflöste. 1984 wurde die alt-katholische Gemeinde im Elsass neu gegründet. Sie untersteht mit den anderen Gemeinden in Frankreich der Jurisdiktion der Internationalen Bischofskonferenz der Utrechter Union der Altkatholischen Kirchen, als deren Delegat Erzbischof Joris Vercammen zuständig ist.
Nach Aussage von Alexandre Nevejans hatte sie 2008 ca. 100–150 Mitglieder.
Im Herbst 2006 suchte die Prieuré du Bon Pasteur in Prisches in Nordfrankreich um Aufnahme in die altkatholische Mission nach. Die Internationale Bischofskonferenz erklärte sich damit einverstanden, mit dieser Gemeinde die Modalitäten für einen gemeinsamen Weg festzulegen. Die Aufnahme der Gemeinschaft erfolgte am 28. November 2010, ihr gehören ca. 300 Gläubige an.